# Gut Salzau

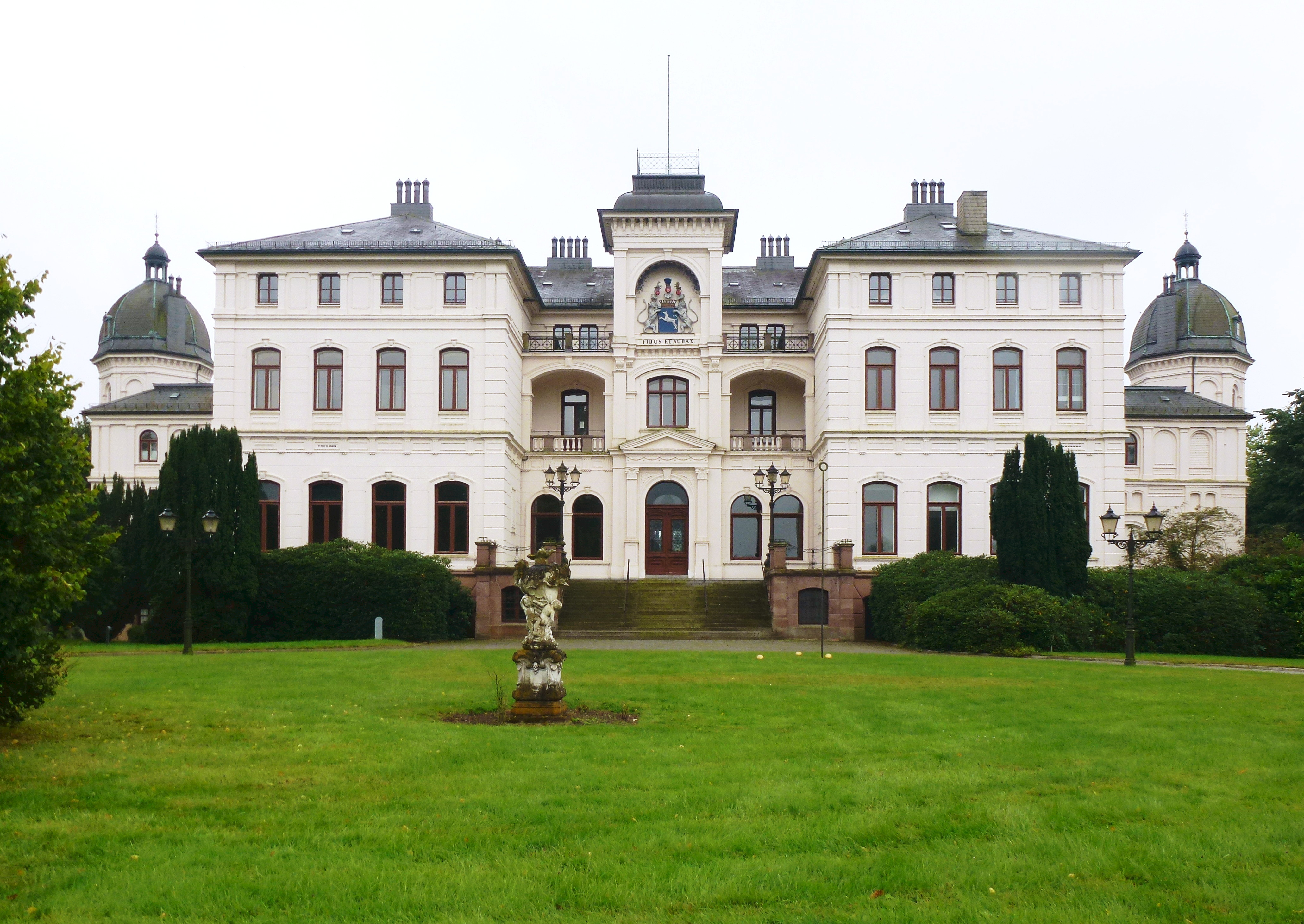
Herrenhaus Salzau, 2018

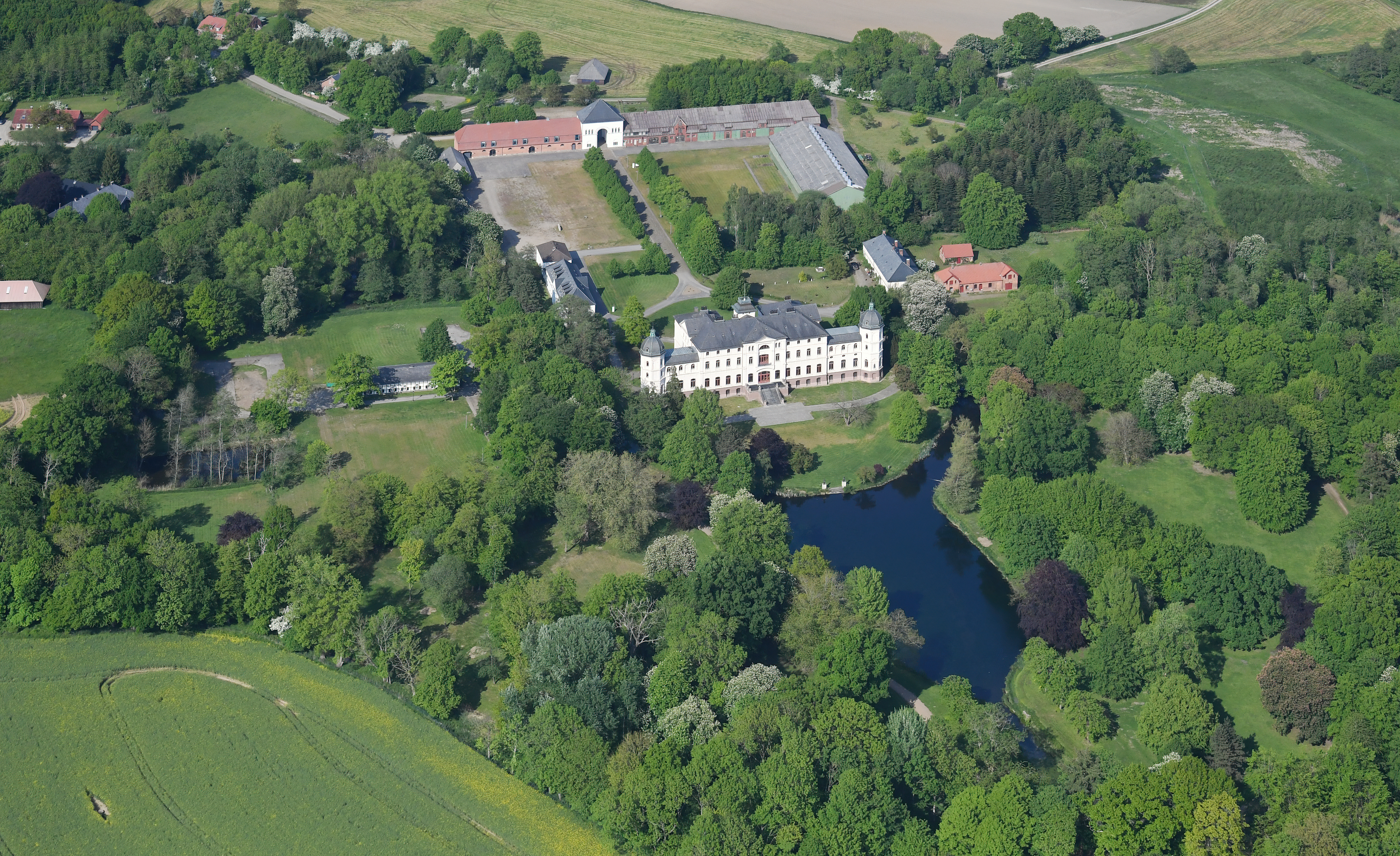
Gut Salzau von Südwesten aus der Luft gesehen

Das Gut Salzau ist ein alter Rittersitz in Holstein, benannt nach dem Ritter Otto von Salzau. Es steht in Fargau-Pratjau im Kreis Plön in Schleswig-Holstein. Das alte Herrenhaus brannte im 19. Jahrhundert ab und wurde 1881 von Otto von Blome neu errichtet.
Die jüngere Geschichte des Herrenhauses steht symptomatisch für die schwierigen Nutzungsmöglichkeiten ländlicher Großbauten auch in den alten Bundesländern; Verfall, gescheiterte Projekte und Spekulation wechseln sich ab.

## Geschichte des Gutes

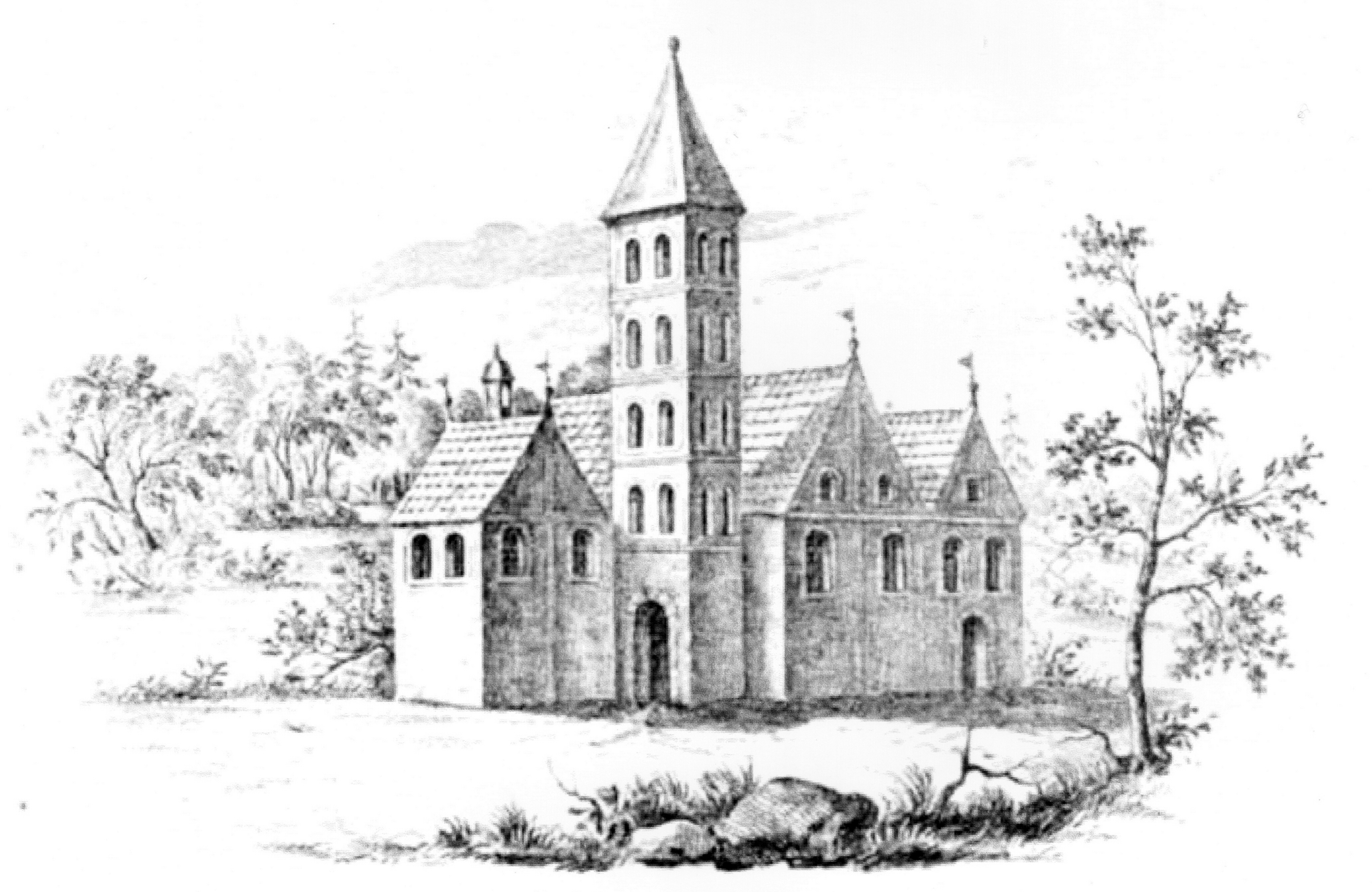
Das ehemalige Herrenhaus Salzau

Das Gut wurde erstmals in der zweiten Hälfte des 13. Jahrhunderts erwähnt, als Königin Mechthild, die Witwe König Abels von Dänemark, ihm 30 Mark hinterlässt. Vom 18. bis zum 20. Jahrhundert stand Salzau im Eigentum derer von Blome. Schon bald nach dem Erwerb von Salzau 1759 machte sich der neue Besitzer Wulf von Blome an die Umgestaltung des Parks in einen Englischen Landschaftsgarten. Bei der Parkgestaltung und seinen gleichzeitigen Bemühungen um Aufforstungen und Obstbaumzucht wurde Blome von seinem Freund und Logenbruder Johann Wilhelm von Stolle (1740–1825) unterstützt. Bis zur Übernahme durch Preußen 1867 war das Gut auch Patrimonialgericht.

Graf Otto von Blome (1795–1884)

Das Herrenhaus aus der Renaissancezeit brannte im 19. Jahrhundert ab; es war ein Beispiel für den Typus des schleswig-holsteinischen Doppelhauses. Das neue Herrenhaus wurde 1881 von Graf Otto von Blome neu errichtet, Architekt war Joseph Eduard Mose. Der Graf vereinigte mit einem Dutzend Gütern den gesamten Familienbesitz in seiner Hand. 1819 wurde er, gemeinsam mit seinem gleichnamigen Onkel Otto von Blome auf Heiligenstedten, in den dänischen Lehnsgrafenstand erhoben. Der Salzauer Palast erschien Zeitgenossen selbst für einen großen Güterkomplex überdimensioniert, er entsprach Häusern wie sie die großen britischen Grundbesitzer der viktorianischen Zeit oder die schlesischen Kohlebarone errichteten. Aus seiner zweiten Ehe, mit Prinzessin Klementine Bagration (1810–1829), stammte sein einziger Sohn Graf Gustav von Blome (1829–1906). Klementine war tatsächlich eine außereheliche Tochter der Fürstin Katharina Bagration mit dem österreichischen Staatskanzler Fürst Klemens Wenzel von Metternich. Der Sohn Gustav trat nach dem Schleswig-Holsteinischen Krieg 1848/1849 in österreichischen diplomatischen Dienst. Er verlegte seinen Wohnsitz nach Österreich-Ungarn, wo sein Vater und er Besitzungen erwarben, wurde 1857 katholisch und hatte zehn Kinder, darunter die Söhne Arnold (1861–1926) und Johannes/Hans (1867–1945), die einander im Besitz von Salzau folgten. Nach Arnolds Tod 1926 wurden die Schlösser Hagen, Heiligenstedten und Blomenburg verkauft. Auch die große, auf die Sammeltätigkeit von Wulf von Blome zurückgehende Salzauer Bibliothek kam 1929 zur Versteigerung. Hans hinterließ aus seiner Ehe mit der rumänischen Prinzessin Martha Stirbey, einer Enkelin des walachischen Fürsten Barbu Dimitrie Știrbei, die einzige Tochter Josephine (1902–1984), die den Grafen Christian von Thun und Hohenstein heiratete. Nach der Enteignung von dessen böhmischem Gut Liblitz im Jahr 1945 bewohnten sie für ein Jahr das Salzauer Schloss und zogen danach in das benachbarte Kavalierhaus. Das Schloss war bis 1955 vorübergehendes Zuhause für Flüchtlinge aus Pommern, Ostpreußen und Schlesien.

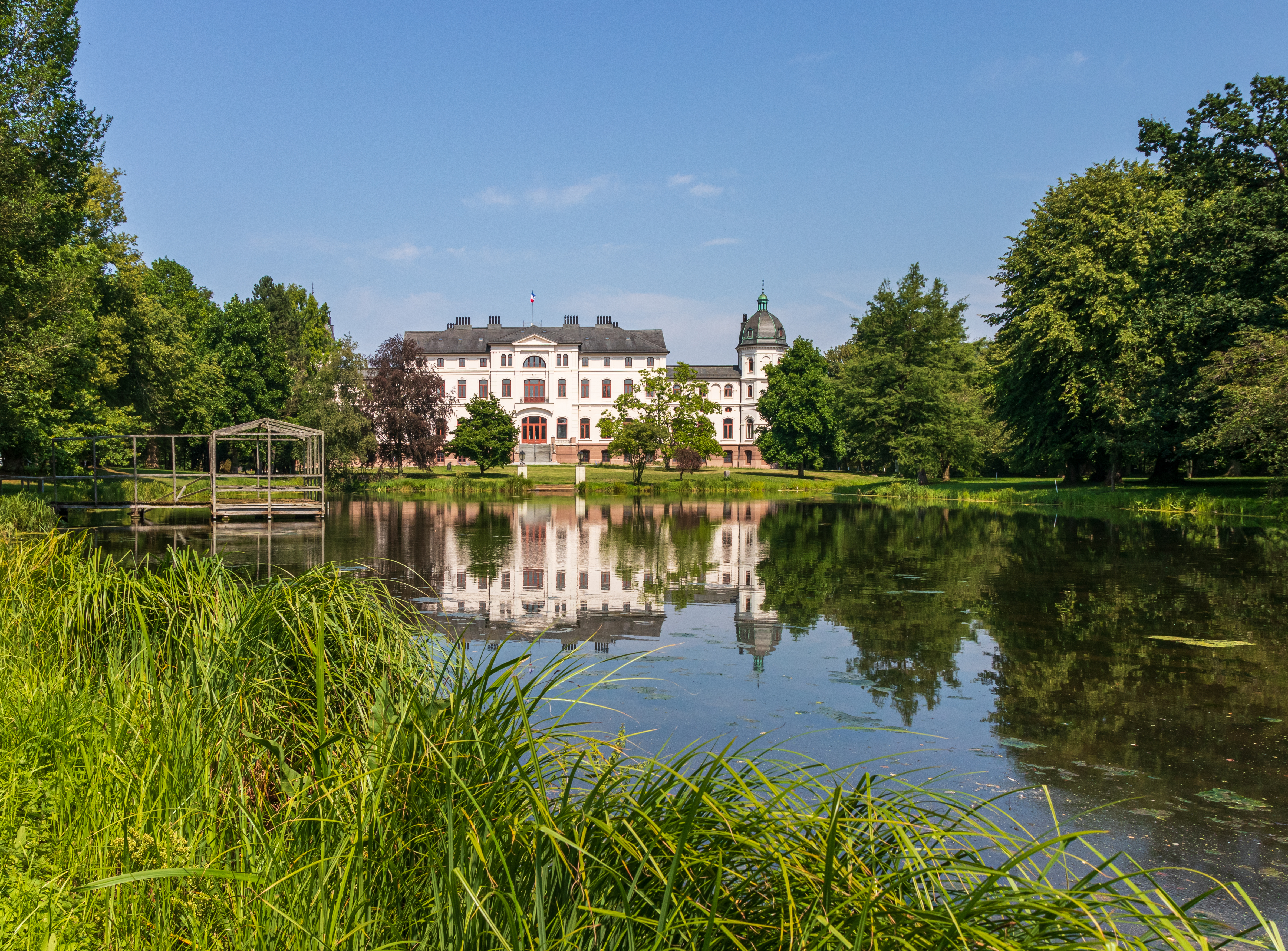
Ansicht vom Park

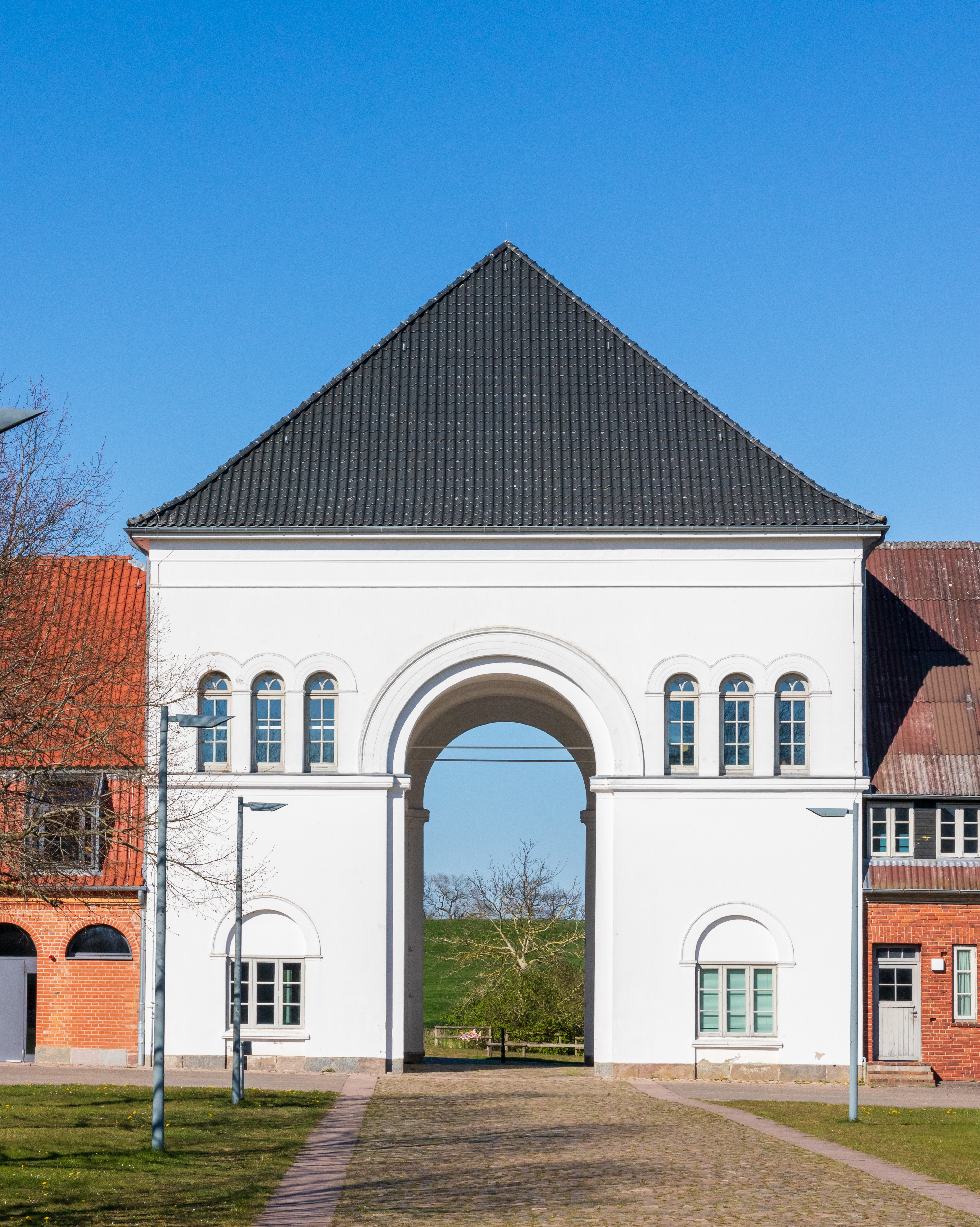
Torhaus

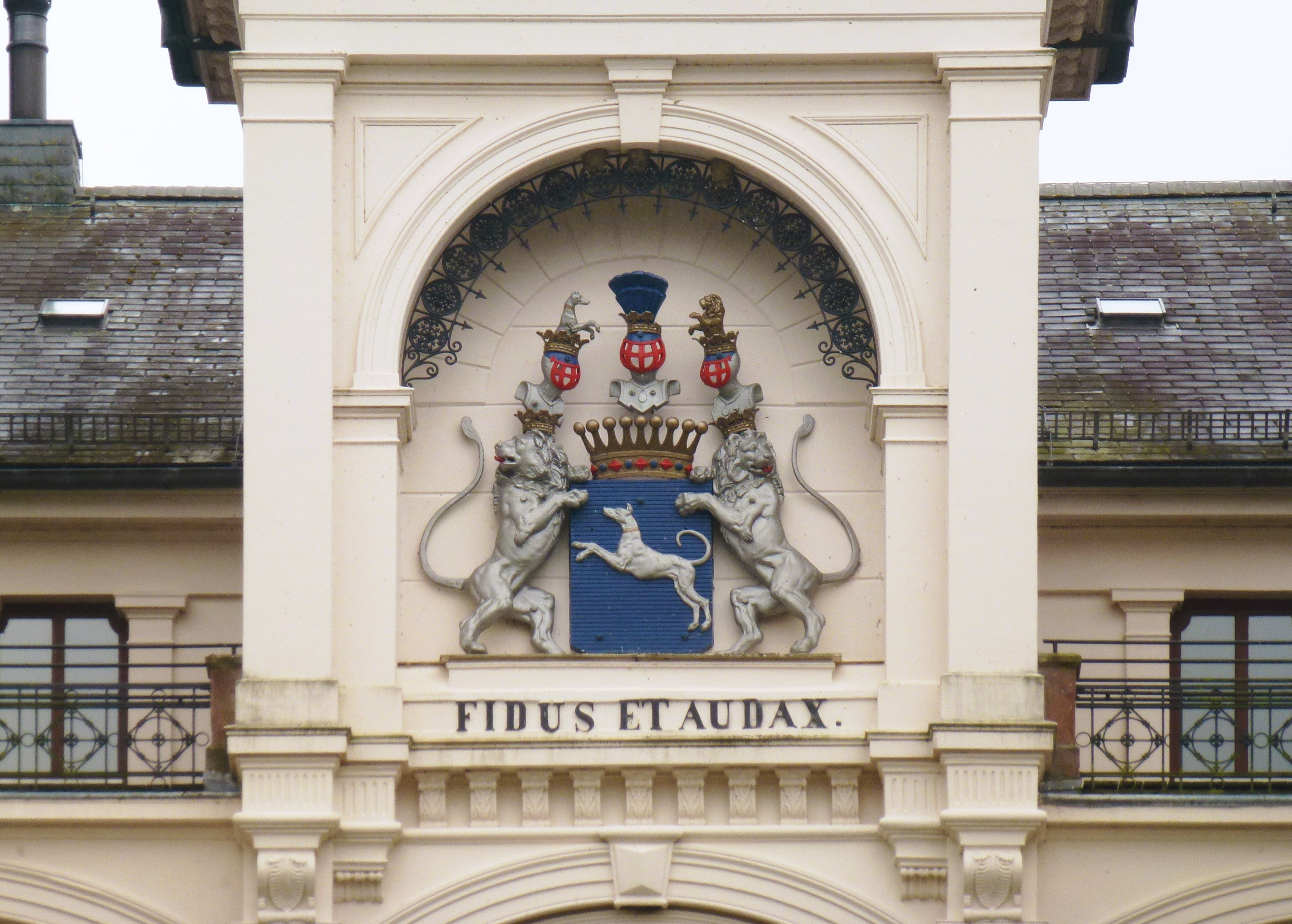
Blome-Wappen

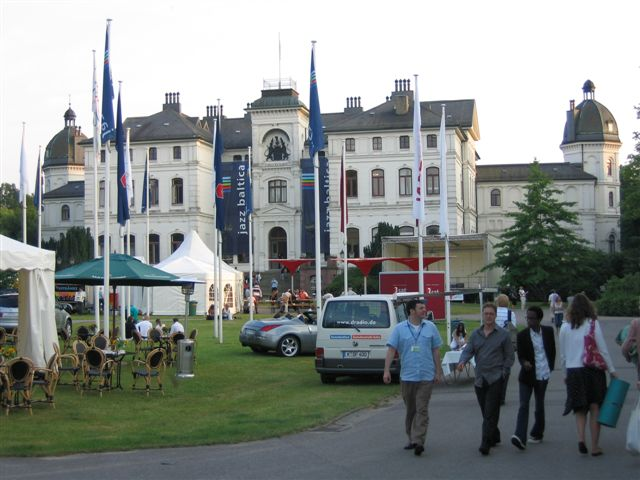
JazzBaltica auf Gut Salzau

1964 kaufte der Bauunternehmer Wolfgang Maser aus Wuppertal-Barmen den renovierungsbedürftigen Prunkbau von der Mutter von Romedio Graf von Thun-Hohenstein für 300.000 Mark. Maser war wenige Jahre später zahlungsunfähig. Im Oktober 1971 wurde das Schloss für 800.000 Mark zwangsversteigert. Ein Hamburger Immobilienmakler erwarb das Ensemble, auf dem er ein Sanatorium einrichten wollte. Der Plan zerschlug sich. Drei Jahre später zogen über Nacht 31 alkoholgefährdete Männer ins Schloss. Heimleiter Pugehl gab aus finanziellen Gründen und wegen behördlicher Einsprüche auf. Mitte der 1970er Jahre erwarb der Hamburger Kaufmann Ottmar Schrayvogel das Schloss für 775.000 Mark. 1976 bezog er Salzau mit Frau, Tochter und 18 arabischen Pferden. Auch Schrayvogel ging bankrott. Salzau stand anschließend für mehrere Jahre leer. 1985 ersteigerte das Land Schleswig-Holstein das Anwesen für 3,2 Millionen Mark und ließ es zum Landeskulturzentrum ausbauen.
Im Zuge der Umbauten entstanden im ehemaligen Herrenhaus neben den prächtigen Sälen zahlreiche Schlafzimmer mit Jugendherbergscharakter für die Musiker, außerdem gibt es im zweiten Obergeschoss einen Ballettsaal. Zu den Gebäuden gehören auch das Torhaus mit Appartements und Gastronomiebereich sowie ein ehemaliger Pferdestall mit schlichten Zimmern – ursprünglich ebenfalls für Musiker gedacht.
2010 beschloss die damalige Landesregierung von CDU und FDP die Veräußerung des Gutes. Der Grund waren die hohen Unterhaltskosten von mehr als 220.000 Euro jährlich. Seit dem 26. Februar 2011 stand das Gut zum Verkauf. Veranstaltungen, z. B. des Schleswig-Holstein Musik Festivals und des Festivals JazzBaltica, fanden hier seither nicht mehr statt. Die Gebäudemanagement-Gesellschaft des Landes hatte einen Verkehrswert von 3,4 Millionen Euro für Salzau ermittelt. Für einen Kaufpreis von zwei Millionen Euro ging Ende 2013 der Zuschlag nach langer Käufersuche an einen Hamburger Kaufmann. 2014 wurde der Verkauf rückgängig gemacht.
Von September 2015 bis März 2016 diente Salzau als Erstaufnahmeeinrichtung für Flüchtlinge. Nach sieben Jahren, in denen das Land erfolglos einen Käufer suchte, gab das Finanzministerin im Februar 2017 bekannt, das neobarocke Schloss für insgesamt 1,3 Millionen Euro an eine Firma aus Timmendorfer Strand verkauft zu haben. Allein das Herrenhaus hat 4066 Quadratmeter Wohn- und Nutzfläche. Zum Gebäudeensemble gehören noch fünf Nebengebäude sowie ein 122.313 Quadratmeter großes Grundstück samt Schlossgarten mit See.

## Landeskulturzentrum Salzau
Das schleswig-holsteinische Landeskulturzentrum Salzau war eine von der Kulturstiftung des Landes Schleswig-Holstein getragene Begegnungsstätte und wichtiger Bestandteil der kulturellen Infrastruktur des Bundeslandes. Im Landeskulturzentrum wurden Seminare, Tagungen, Künstlerbegegnungen, Kunstausstellungen, Theateraufführungen, Antik- und Kunstmessen sowie Lesungen durchgeführt.
Es wurde zudem als Spielstätte des Schleswig-Holstein Musik Festivals und für das Festival JazzBaltica (letztmals 2011) genutzt. Es war Sitz der von Leonard Bernstein 1987 begründeten internationalen Orchesterakademie des Festivals.
Eine weitere Aufgabe des Zentrums war die Koordination der Aktivitäten im Ars-Baltica-Projekt. Die Probenphasen des Landesjugendorchesters fanden ebenfalls hier statt.
2011 wurde das Landeskulturzentrum Salzau aufgehoben – die Gründe dafür waren unter anderem, dass es nicht gelungen war, Salzau zu einem Tagungs- und Kulturzentrum mit Hotelbetrieb auszubauen, um damit eine ausreichende Auslastung zu erzielen.